# خدا از همه‌مان بیزار است
«خدا از همه‌مان بیزار است» (به انگلیسی: God Hates Us All) آلبومی از گروه موسیقی ترش متال اسلیر است که در ۱۱ سپتامبر ۲۰۰۱ منتشر شد.